# Ampycus telifer
Espèce
Synonymes
- Gonyleptes telifer Butler, 1873
- Itequahy ensiferus Mello-Leitão, 1949

Ampycus telifer est une espèce d'opilions laniatores de la famille des Ampycidae.

## Distribution
Cette espèce est endémique d'Amazonas au Brésil. Elle se rencontre vers Tefé et le rio Itacoaí.

## Description
Le mâle décrit par Roewer en 1923 mesure 9,5 mm

## Systématique et taxinomie
Cette espèce a été décrite sous le protonyme Gonyleptes telifer par Butler en 1873. Elle est placée dans le genre Ampycus par Simon en 1879.
Itequahy ensiferus a été placée en synonymie par Kury en 2003.

## Publication originale
- Butler, 1873 : « A monographic list of the species of the genus Gonyleptes, with descriptions of three remarkable new species. » Annals and Magazine of Natural History, sér. 4, vol. 11, p. 112–117 (texte intégral).